# Methala
Methala es una ciudad censal situada en el distrito de Thrissur en el estado de Kerala (India). Su población es de 37505 habitantes (2011). Se encuentra a 37 km de Thrissur y a 36 km de Cochín.

## Demografía
Según el censo de 2011 la población de Methala era de 37505 habitantes, de los cuales 17973  eran hombres y 19532 eran mujeres. Methala tiene una tasa media de alfabetización del 96,56%, superior a la media estatal del 94%: la alfabetización masculina es del 97,74%, y la alfabetización femenina del 95,49%.